# Urban Novak (Mediziner)

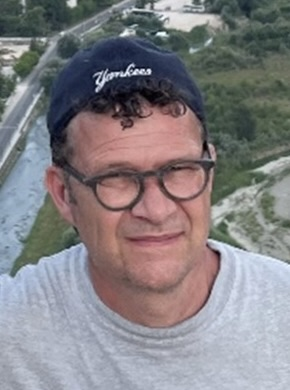
Urban Novak (2024)

Urban Novak (* 28. Januar 1970 in Thun) ist ein Schweizer Onkologe, Professor der Universität Bern und Chefarzt an der Universitätsklinik für Medizinische Onkologie am Inselspital Bern.

## Leben

### Ausbildung
Nach dem Schulbesuch von 1977 bis 1989 in Thun studierte er ab 1990 Medizin an der Universität Bern mit zwei Auslandaufenthalten an der Universität Ljubljana und der University of Connecticut an der Medizinischen Fakultät in Farmington. 1996 schloss er das Studium mit dem eidgenössischen Diplom an der Universität Bern ab und legte 1998 zusätzlich das Amerikanische Staatsexamen USMLE Step 1 und Step 2 ab.
Er promovierte 1998 in Bern und erhielt 2014 die Venia docendi in Innerer Medizin mit der Spezialisierung Medizinische Onkologie und wurde Privatdozent. Urban Novak erwarb zwei Facharzttitel, 2010 für Innere Medizin und 2012 für Medizinische Onkologie. 2014 bis 2015 belegte er einen Lehrgang Management im Inselspital/Spital Netz Bern der Universität Bern.

### Berufliche Tätigkeit
Eine praktische Tätigkeit im Rahmen der Facharztausbildung schloss sich 1997 bis 1999 am Regionalspital Thun in der Inneren Medizin und von 2001 bis 2002 am Universitätsspital Zürich an, dort ebenfalls in der Inneren Medizin. Von 2002 bis 2004 arbeitete er an der Universitätsklinik für Medizinische Onkologie des Inselspitals in Bern.
Von 2004 bis 2009 absolvierte er einen Auslandaufenthalt am Institute for Cancer Genetics, Herbert Irving Comprehensive Cancer Center der Columbia University in New York bei Riccardo Dalla-Favera, zuletzt in der Position als «Associate Research Scientist». Der Aufenthalt wurde u. a. unterstützt durch die Schweizerische Stiftung für Medizinisch-Biologische Stipendien beim Schweizerischen Nationalfonds sowie die Bernische und die Schweizerische Krebsliga.
Nach dem Ende dieses Auslandaufenthaltes kehrte er an die Onkologie des Inselspitals Bern zurück und wurde 2015 als Leitender Arzt verantwortlich für das Lymphomprogramm sowie Leiter der Onkologie am Brust- und Tumorzentrum der Frauenklinik. Im Jahr 2017 wurde er Leiter der Poliklinik der Medizinischen Onkologie und ab April 2021 dort Stellvertretender Chefarzt.
Zum Assoziierten Professor der Universität Bern wurde er im März 2021 berufen, und seit März 2022 ist er Chefarzt an der Universitätsklinik für Medizinische Onkologie am Inselspital, dem Universitätsspital Bern.

### Funktionen in Verbänden und Kommissionen
Novak übte und übt zahlreiche Funktionen in Fachverbänden und Kommissionen aus. So ist er beispielsweise seit 2016 Mitglied der wissenschaftlichen Kommission der Bernischen Krebsliga, dort Präsident der Forschungskommission und Vorstandsmitglied (Ressort Forschungsförderung) seit Mai 2021. Ebenfalls seit 2016 ist er Mitglied des wissenschaftlichen Programmkomitees der Deutschen Gesellschaft für Hämatologie und Medizinische Onkologie (DGHO) für die jeweiligen Jahrestagungen. Im Stiftungsrat der «Stiftung für klinisch-experimentelle Tumorforschung» ist er seit 2018 Mitglied und dessen Vizepräsident seit März 2022.
Bei «lymphome.ch Patientennetz Schweiz», der Selbsthilfegruppe für Lymphombetroffene, ist er seit 2018 Mitglied des dreiköpfigen wissenschaftlichen Beirats und stellt sich dort auch als Referent zur Verfügung. Seit 2020 ist er Mitglied des Boards der Swiss Academy of Multidisciplinary Oncology (SAMO), dort zuständig für maligne Lymphome. Er ist Vizepräsident der «Kommission Zelluläre Therapie» von SBST (Swiss Blond Stem Cell Transplantation and Cellular Therapy), der Schweizer Vereinigung der Fachleute im Bereich Blutstammzelltransplantation.
Ausserdem ist er seit 2024 Mitglied im Steering Committee von Swiss ECHO (Exchange in Clinical Hematology and Oncology), einem Weiterbildungsprogramm der Schweizerischen Gesellschaft für Hämatologie, was sein Engagement für die Aus- und Weiterbildung fortsetzt.
Als Verfasser bzw. Mitverfasser hat er an internationalen Leitlinien zur Diagnostik und Behandlung verschiedener Krebsformen aus dem Kreis der Lymphome in der Onkopedia der Deutschen Gesellschaft für Hämatologie und Medizinische Onkologie mitgewirkt. Seit 2021 ist er Mitglied des Beirats (Advisory Board) des Internationalen Lymphommeetings (ICML) in Lugano.

### Privates
Urban Novak ist verheiratet und hat zwei erwachsene Söhne.

## Forschung
Maligne Lymphome sind ein Schwerpunkt seiner klinischen Forschungstätigkeit. Von 2015 bis Ende 2021 war er Präsident der Studiengruppe Lymphome der Schweizerischen Arbeitsgemeinschaft für Klinische Krebsforschung (SAKK) und wurde im November 2021 in deren Vorstand gewählt. Daneben hat er langjährige Expertise in der translationalen Laborforschung zu malignen Lymphomen. Bei seiner Ernennung zum Chefarzt wird gewürdigt, dass er Wesentliches zur Entwicklung der Exzellenz der Lymphombehandlung am hämatoonkologischen Tumorzentrum des University Cancer Centers Inselspital (UCI) beigetragen hat.
Seit 2011 leitet er eine unabhängige Forschungsgruppe «Novak Lab» am Departement Klinische Forschung Medizinische Onkologie/Hämatologie, vorübergehend als Gastgruppe im Department for Biomedical Research (DBMR), beides an der Universität Bern. Die Finanzierung dieser Forschung erfolgt vor allem durch akademische Mittel für unabhängige translationale Grundlagenforschung zu Lymphomen. So war er zwischen 2010 und 2024 Hauptantragsteller bei 19 Projekten und Mitantragsteller bei 5 Projektförderungen.
Novak gibt drei Forschungsschwerpunkte an:
- Hämato-Onkologie: Lymphome, Leukämien
- Mammakarzinome und Gynäkologische Tumore
- Stammzelltransplantation & Zelluläre Therapien: CAR-T-Zell-Therapie und Tumorinfiltrierende Lymphozyten[13]

Er ist seit 2009 aktives Mitglied der Brust-, Gynäkologie- und Lymphom-Projektgruppen der SAKK sowie Repräsentant des Inselspitals bei der International Extranodal Lymphoma Study Group (IELSG).
Er erhielt zwei Preise: 2003 den SIAK/Pfizer-Preis für angewandte Krebsforschung und 2004 der Bernischen Krebsliga.

## Publikationen
Im Mai 2025 gab Google Scholar 243 Artikel mit ihm als Autor/Erstautor oder Mitautor an, die 4646 Mal zitiert wurden, im Jahr 2024 allein 760 Mal. Der h-Index beträgt 32. Die selbst angegebene Publikationsliste ausgewählter Publikationen umfasst 99 Originalartikel, 8 Übersichtsartikel, einen Buchartikel und 24 andere Beiträge.
Wichtige Originalarbeiten (Auszug)
- mit Harpreet K. Mandhair, Ramin Radpour, Mira Westerhuis, Yara Banz, Magali Humbert, Miroslav Arambasic, Jörn Dengjel, Andrew Davies, Mario P. Tschan: Analysis of autophagy in DLBCL reveals subtype-specific differences and the preferential targeting of ULK1 inhibition in GCB-DLBCL provides a rationale as a new therapeutic approach. In: Leukemia. 2024, 38(2), S. 424–429.
- als Erstautor mit Martin Fehr, Sämi Schär, Martin Dreyling, Christian Schmidt, Enrico Derenzini et al.: Combined therapy with ibrutinib and bortezomib followed by ibrutinib maintenance in relapsed or refractory mantle cell lymphoma and high-risk features: a phase 1/2 trial of the European MCL network (SAKK 36/13). In: eClinicalMedicine. 2023, 64, S. 102221.
- mit Martin D. Berger, Sven Trelle, Annina E. Büchi, Sabrina Jegerlehner, Codruta Ionescu, Thierry Lamy de la Chapelle: Impact on survival through consolidation radiotherapy for diffuse large B-cell lymphoma: a comprehensive meta-analysis. In: Haematologica. 2021, 106(7), S. 1923–1931.
- mit Regula Burkhard, Irene Keller, Miroslav Arambasic, Darius Juskevicius, Alexandar Tzankov, Pontus Lundberg, Rémy Bruggmann, Stephan Dirnhofer, Ramin Radpour: TIRAP p.R81C is a novel lymphoma risk variant which enhances cell proliferation via NF-kappaB mediated signaling in B-cells. In: Haematologica. 2019 104(4), S. 766–777.
- mit Regula Burkhard, Govind Bhagat, Sergio B. Cogliatti, Davide Rossi, Gianluca Gaidano, Laura Pasqualucci: BCL2 mutation spectrum in B-cell non-Hodgkin lymphomas and patterns associated with evolution of follicular lymphoma. In: Journal of Hematology & Oncology. 2015, 33(1), S. 23–30.
- als Erstautor mit Katia Basso, Laura Pasqualucci, Riccardo Dalla-Favera, Govind Bhagat: Genomic analysis of non-splenic marginal zone lymphomas (MZL) indicates similarities between nodal and extranodal MZL and supports their derivation from memory B-cells. In: British Journal of Haematology. 2011 155(3), S. 362–365.
- als Erstautor mit Andrea Rinaldi, Ivo Kwee, Subhadra V. Nandula, Paola M. V. Rancoita, Mara Compagno et al.: The NF-{kappa}B negative regulator TNFAIP3 (A20) is inactivated by somatic mutations and genomic deletions in marginal zone lymphomas. In: Blood. 2009, 113(20), S. 4918–4921.
- mit Masumichi Saito*, Erich Piovan, Katia Basso, Pavel Sumazin, Christof Schneider et al.: BCL6 suppression of BCL2 via Miz1 and its disruption in diffuse large B cell lymphoma. In: Proceedings of the National Academy of Sciences of the United States of America. 2009, 106(27), S. 11294–11299 (* Saito und Novak haben gleichberechtigt beigetragen).
- als Erstautor mit Elisabeth Oppliger Leibundgut, Jörg Hager, Dominique Mühlematter, Martine Jotterand, Celine Besse et al.: A high-resolution allelotype of B-cell chronic lymphocytic leukemia (B-CLL). In: Blood. 2002, 100(5) S. 1787–1794.
- mit Tobias J. Grob*, Carine Maisse, Daniela Barcaroli, Alexander Urs Lüthi, Farzaneh Pirnia et al.: Human delta Np73 regulates a dominant negative feedback loop for TAp73 and p53. In: Cell Death & Differentiation. 2001, 8(12), S. 1213–1223 (* Grob und Novak haben gleichberechtigt beigetragen).

Buchartikel
- mit Laura Pasqualucci, Riccardo Dalla-Favera: Molecular Biology of Lymphomas. Cancer: Principles & Practice of Oncology. 9. Auflage, 2011 (Hrsg.: Vincent T. DeVita, Theodore S. Lawrence, Steven A. Rosenberg).